# 奥多摩町立氷川小学校
奥多摩町立氷川小学校（おくたまちょうりつ ひかわしょうがっこう）は、東京都西多摩郡奥多摩町氷川にある公立小学校。

## 沿革
- 1873年（明治6年） - 氷川の武蔵屋に「第1大学区 神奈川県管内 第8中学区 多摩郡氷川村 第219番小学 育英学校」として開設[1]。
- 1877年（明治10年） - 「氷川小学校」に改称[1]。
- 1878年（明治11年） - 火災により、周慶院に移転[1]。
- 1886年（明治19年）4月 - 「公立尋常氷川小学校」に改称[1]。
- 1900年（明治33年）4月 - 「公立氷川尋常高等小学校」に改称[1]。
- 1927年（昭和2年）10月 - 現在地（氷川278番地）に校舎を新築[1]。
- 1940年（昭和15年）
  - 2月 - 町制施行により、氷川町となる[1]。
  - 10月 - 校旗制定[1]。
- 1941年（昭和16年）4月 - 「氷川国民学校」に改称[1]。
- 1947年（昭和22年）4月 - 「氷川町立氷川小学校」に改称[1]。
- 1955年（昭和30年）4月 - 町村合併により、「奥多摩町立氷川小学校」に改称[1]。
- 1956年（昭和31年）4月 - 校歌制定[1]。